# Gunhild Hoffmeister
Gunhild Hoffmeister (n. 6 iulie 1944, Forst (Lausitz), Brandenburg, Germania) este o atletă ce a reprezentat Republica Democrată Germană, medaliată olimpică. A participat la două ediții ale Jocurilor Olimpice (1972, 1976) în care a câștigat două medalii de argint și o medalie de bronz în probele de 800 m și 1500 m.

## Palmares
| An   | Competiție                   | Locație                   | Loc | Eveniment | Note    |
| ---- | ---------------------------- | ------------------------- | --- | --------- | ------- |
| 1969 | Campionatul European         | Atena, Grecia             | 11  | 1500 m    | 4:23,2  |
| 1971 | Campionatul European         | Helsinki, Finlanda        | 7   | 800 m     | NT      |
| 1971 | Campionatul European         | Helsinki, Finlanda        | 2   | 1500 m    | 4:10,31 |
| 1972 | Campionatul European în sală | Grenoble, Franța          | 1   | 800 m     | 2:04,83 |
| 1972 | Jocurile Olimpice            | München, Germania de Vest | 3   | 800 m     | 1:59,19 |
| 1972 | Jocurile Olimpice            | München, Germania de Vest | 2   | 1500 m    | 4:02,83 |
| 1974 | Campionatul European în sală | Göteborg, Suedia          | 3   | 800 m     | 2:02,59 |
| 1974 | Campionatul European         | Roma, Italia              | 2   | 800 m     | 1:58,81 |
| 1974 | Campionatul European         | Roma, Italia              | 1   | 1500 m    | 4:02,25 |
| 1976 | Jocurile Olimpice            | Montreal, Canada          | 2   | 1500 m    | 4:06,02 |